# Fatima Moreira de Melo
Fatima Moreira de Melo (Rotterdam, 4 juli 1978) is een Nederlands oud-hockeyspeelster en pokeraar. Ze is tevens bekend als presentatrice, actrice en zangeres. 

## Levensloop
Moreira de Melo's vader is een in Nederland gevestigde Portugese diplomaat. Ze is vernoemd naar het Portugese katholieke bedevaartsoord Fátima. Ze studeerde af in de rechten aan de Erasmus Universiteit te Rotterdam, waar ze lid was van studentenvereniging RSV Sanctus Laurentius.

### Hockey
Ze speelde 257 officiële interlands (35 doelpunten) voor de Nederlandse hockeyploeg. Ze nam driemaal deel aan de Olympische Spelen.
De aanvalster maakte haar debuut op 21 oktober 1997 in de wedstrijd Nederland-Duitsland (2-1). Ze begon met hockeyen bij Tempo '34 uit Rotterdam en via Victoria kwam ze in de jaren 90 zeven seizoenen uit voor HGC en vanaf 2001 speelde zij voor HC Rotterdam.
Op 22 augustus 2008 veroverde zij met het Nederlands dameshockeyteam de gouden medaille op de Olympische Spelen van Peking. Op 31 januari 2009 werd bekend dat ze stopte met haar hockeyloopbaan. Na de Olympische Spelen had ze ook niet meer gespeeld voor haar club Rotterdam.
Moreira de Melo verscheen als speelster van de Nederlandse dames-hockeyselectie in de film Goud, van Niek Koppen uit 2007. De documentaire draait om de teambuildingprocessen van deze selectie voor en tijdens het wereldkampioenschap hockey 2006 in Spanje. De Nederlandse dames werden toen wereldkampioen.

### Andere activiteiten
Moreira de Melo presenteerde voor Talpa het programma 't Mannetje en bij het experimentele NOX. Vanaf december 2006 was ze het gezicht van de Rabobank, als opvolger van het personage Jochem de Bruin. In het najaar van 2009 speelde zij voor drie maanden de rol van fysiotherapeut in de BNN-soap Onderweg naar Morgen.
In maart 2011 kwam de single No mercy uit van de band Racoon. Moreira de Melo speelt in de videoclip een pokeraar.
In 2012 was Moreira de Melo winnares van de realitysoap Expeditie Robinson en in 2016 eindigde ze bij de beste vier in It Takes 2. Sinds 2016 is ze als sportdeskundige te zien in RTL Boulevard. In 2017 was Moreira de Melo te zien in het programma Kroongetuige, ze wist de finale te halen maar werd vervolgens als eerste geëlimineerd. In 2018 presenteert Moreira de Melo afwisselend met presentatrice Olcay Gulsen het programma Temptation Gossip dat exclusief te zien is op Videoland. In 2019 had Moreira de Melo haar eigen korte onderdeel in het Expeditie Robinson-napraat programma Eilandpraat en presenteerde ze Robinson Confessions waarin ze deelnemers van Expeditie Robinson ondervroeg. In 2021 was ze als inval-presentatrice te zien bij Eilandpraat.
Sinds 2009 is Moreira de Melo professioneel pokeraar en speelde ze lange tijd voor Team PokerStars Sportstars. Begin 2020 eindigde de samenwerking tussen PokerStars en Moreira de Melo. In 2018 werd ze opgenomen in de Nederlandse Poker Hall of Fame.

## Trivia
In februari 2005 poseerde Moreira de Melo voor het tijdschrift FHM. In 2007 werd ze door de website Mokkels.nl gekozen tot Babe of the Year, in de Battle of the Babes. Sinds 2007 heeft Moreira de Melo een relatie met Raemon Sluiter, een voormalige Nederlandse tennisser.

## Erelijst
|        | Toernooi          | Jaar | Plaats       | Land        |
| ------ | ----------------- | ---- | ------------ | ----------- |
| Zilver | WK Hockey         | 1998 | Utrecht      | Nederland   |
| Goud   | EK Hockey         | 1999 | Keulen       | Duitsland   |
| Goud   | Champions Trophy  | 2000 | Amstelveen   | Nederland   |
| Brons  | Olympische Spelen | 2000 | Sydney       | Australië   |
| Zilver | WK Hockey         | 2002 | Perth        | Australië   |
| Goud   | EK Hockey         | 2003 | Barcelona    | Spanje      |
| Zilver | Olympische Spelen | 2004 | Athene       | Griekenland |
| Goud   | Champions Trophy  | 2005 | Rosario      | Argentinië  |
| Goud   | EK Hockey         | 2005 | Dublin       | Ierland     |
| Goud   | WK Hockey         | 2006 | Madrid       | Spanje      |
| Goud   | Champions Trophy  | 2007 | Buenos Aires | Argentinië  |
| Zilver | EK hockey         | 2007 | Manchester   | Engeland    |
| Goud   | Olympische Spelen | 2008 | Peking       | China       |

Dillianne van den Boogaard · 
Minke Booij · 
Ageeth Boomgaardt · 
Julie Deiters · 
Mijntje Donners · 
Fleur van de Kieft · 
Fatima Moreira de Melo · 
Clarinda Sinnige · 
Hanneke Smabers · 
Minke Smabers · 
Margje Teeuwen · 
Carole Thate · 
Daphne Touw · 
Macha van der Vaart · 
Myrna Veenstra · 
Suzan van der Wielen ·
Coach: Tom van 't Hek
Minke Booij · 
Ageeth Boomgaardt · 
Chantal de Bruijn · 
Mijntje Donners · 
Miek van Geenhuizen · 
Sylvia Karres · 
Lieve van Kessel · 
Fatima Moreira de Melo · 
Eefke Mulder · 
Lisanne de Roever · 
Maartje Scheepstra · 
Janneke Schopman · 
Clarinda Sinnige · 
Minke Smabers · 
Jiske Snoeks · 
Macha van der Vaart ·
Coach: Marc Lammers
Marilyn Agliotti · 
Naomi van As · 
Minke Booij · 
Wieke Dijkstra · 
Miek van Geenhuizen · 
Maartje Goderie · 
Eva de Goede · 
Ellen Hoog · 
Fatima Moreira de Melo · 
Eefke Mulder · 
Maartje Paumen · 
Sophie Polkamp · 
Lisanne de Roever · 
Janneke Schopman · 
Minke Smabers · 
Lidewij Welten ·
Coach: Marc Lammers